# Scotland (Pennsylvanie)
Pour les articles homonymes, voir Scotland.
Scotland est une census-designated place située dans le comté de Franklin, dans le Commonwealth de Pennsylvanie, aux États-Unis.